# Burgan SC
O Burgan SC é um clube de futebol kuwaitiano com sede na Cidade do Kuwait. A equipe compete na Campeonato Kuwaitiano de Futebol.

## História
O clube foi fundado em 2007.